# Sylvester Graham

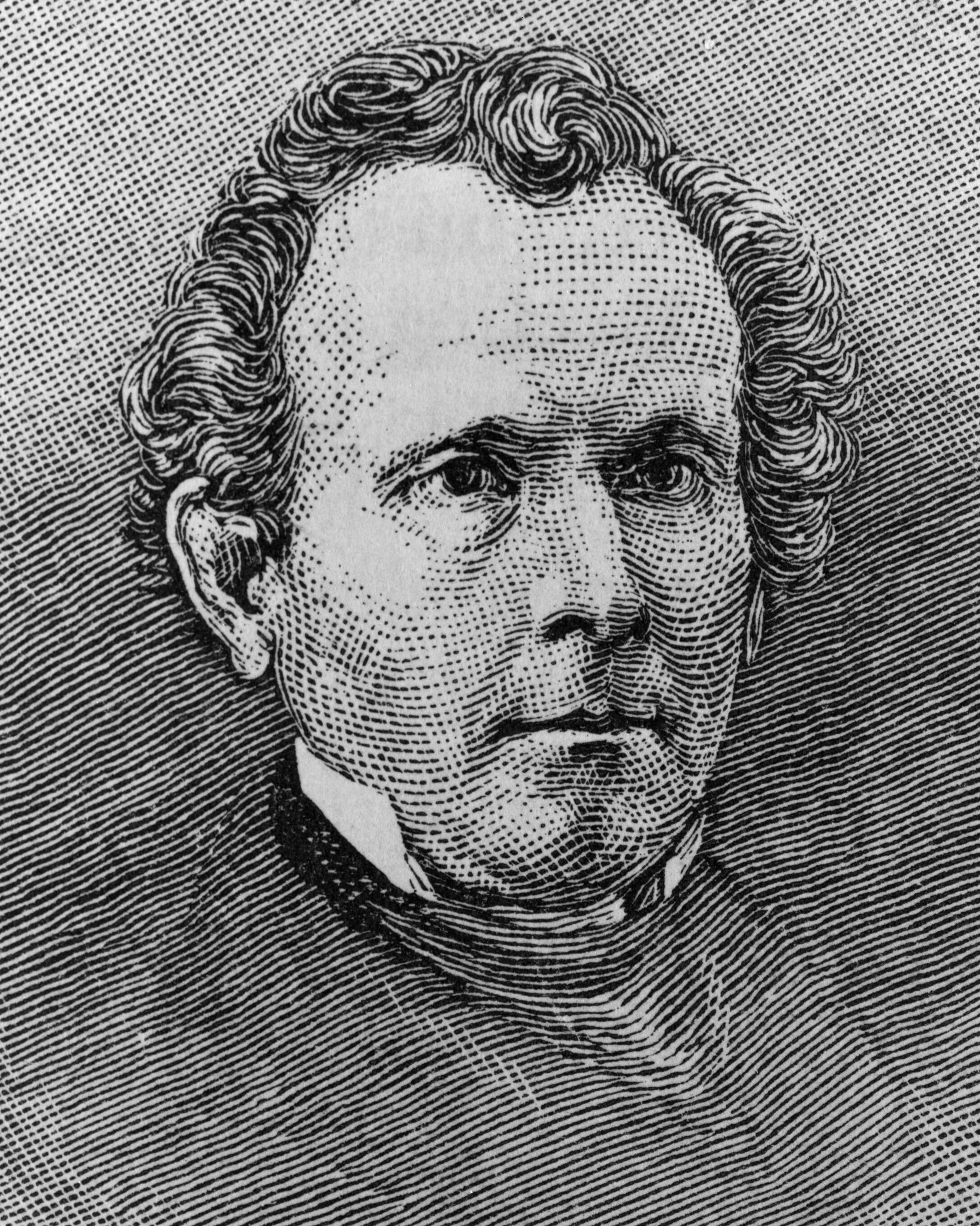
Imagen de Sylvester Graham.

Sylvester Graham (5 de julio de 1794 - 11 de septiembre de 1851) fue un nutricionista estadounidense, creador de la harina Graham y de la galleta Graham. 

## Biografía
Sylvester Graham fue un ministro presbiteriano estadounidense (ordenado en 1826) que predicaba la abstinencia y hacía hincapié en dietas vegetarianas y con harina integral. Fue conocido por sus galletas graham. Su Journal of Health and Longevity (Revista de la Salud y Longevidad).
También realizó algunos remedios vegetarianos para curar algunas adicciones como el alcoholismo.